# 热凝胶多糖
热凝胶多糖，又名可得然胶、卡德蘭膠，是一种β-1,3-葡聚醣，是由葡萄糖組合而成的高分子聚合物。它包含了β-(1,3)-葡萄糖的殘餘物，並可經於其所構成的似水懸浮液中加熱，形成具有彈性的膠狀物質。
它是經由非病原細菌 Agrobacterium biobar 1（菌種發現時經鑒定為 Alcaligenes faecalis var. myxogenes）所生產出的。
热凝胶多糖是歐盟認可的食品添加物之一，E编码為E424
，有些魚漿製品為改善食物的黏性和Q度，會加入热凝胶多糖。